# David Zowie
David Zowie (* 1981 in Chatham) ist ein britischer DJ und House-Produzent. 
Zowie produziert Musik seit seinem 14. Lebensjahr. Seine Single House Every Weekend kursierte in der britischen DJ-Szene und erhielt bald einen Plattenvertrag über das Label Virgin Records. Der Titel erreichte als Debütsingle Platz 1 der UK-Charts. Seine zweite Single The Real Don verfehlte die Charts.